# 埼玉県農林公園
埼玉県農林公園（さいたまけんのうりんこうえん）は、埼玉県深谷市にある農業公園である。県民が農林業を体験することにより理解を深め、農林業従事者の研修の場として資質の向上を図ることを目的として1988年（昭和63年）に埼玉県により当時の大里郡川本町に開園した。

## 園内の施設
研修室や調理実習室を備えた「農林センター」、森林や林業に関する展示、木工工作室のある「木材文化館」、収穫体験のできる野菜園や果樹園などがある。園内の池には、行田市から提供を受けた古代ハスが植えられている。農産物直売所では県内産の農産物の販売が行われ、県内産の食材を使ったうどん・ジェラート・ピザの飲食コーナーもある。土日祝日を中心に、ミニSLが運行される。

## アクセス
- 花園観光バス 森林公園駅-ふかや花園プレミアム・アウトレット線 埼玉県農林公園前停留所下車すぐ
- 国際十王交通 KM15・16系統 埼玉県立循環器・呼吸器病センター停留所から約1.5km
- 秩父鉄道 秩父本線 武川駅から約4km
- 関越自動車道 花園インターチェンジから約6km、嵐山小川インターチェンジから約7km